# Прилесє (Велике Лаще)
Прилесє (словен. Prilesje) — поселення в общині Велике Лаще, Осреднєсловенський регіон, Словенія. 
Висота над рівнем моря: 619,6 м.